# 王志学 (1955年)
王志学（1955年—），男，汉族，辽宁阜新人，中华人民共和国政治人物、第十二届全国人民代表大会辽宁地区代表。
毕业于东北林业大学林产工业系木材机械加工专业，1990年，调入国家科委，历任科技部副秘书长。2010年12月，任科技日报社社长。2013年，被选为全国人大代表。